# Latarnia morska w Nidzie
Latarnia morska w Nidzie (lit. Nidos švyturys) – znak nawigacyjny w postaci wieży znajdujący się w Nidzie, na Mierzei Kurońskiej, pomiędzy Zalewem Kurońskim (od wschodu) a Bałtykiem (od zachodu).

## Historia
Oryginalna konstrukcja latarni morskiej w Nidzie, była budowana na przełomie lat 60 i 70 XIX wieku, w czasie Zjednoczenia Niemiec. Liczyła 27 metrów wysokości, zbudowano ją na zalesionej wydmie. Konstrukcje budowli pokryto cegłą koloru czerwonego. Do latarni wiodła brukowana droga, na której było ok. 200 stopni, które przetrwały do dziś. Uroczyste otwarcie latarni miało miejsce w 1874 roku. W 1944 roku, w czasie II wojny światowej wycofujący się z Nidy żołnierze niemieccy wysadzili w powietrze latarnię morską. Budowlę odbudowano po wojnie w 1945, natomiast w 1953 roku przebudowano. Obecnie latarnia morska jest zbudowana z żelbetu, pomalowana jest w białe i czerwone paski.